# أرتي واين
أرتي واين (بالإنجليزية: Artie Wayne)‏ هو مغني وكاتب أغاني ومنتج أسطوانات أمريكي، ولد في 22 يناير 1942 في نيويورك في الولايات المتحدة، وتوفي في 19 فبراير 2019.

## وصلات خارجية
- الموقع الرسمي
- أرتي واين على موقع IMDb (الإنجليزية)
- أرتي واين على موقع ميوزك برينز (الإنجليزية)
- أرتي واين على موقع أول ميوزيك (الإنجليزية)
- أرتي واين على موقع ديسكوغز (الإنجليزية)
- أرتي واين على موقع ديسكوغز (الإنجليزية)